# کیوسیتی (آرکانزاس)
کیوسیتی (آرکانزاس) (به انگلیسی: Cave City, Arkansas) یک شهر در ایالات متحده آمریکا با جمعیت ۱٬۹۰۴ نفر است که در آرکانزاس واقع شده‌است.

## موقعیت جغرافیایی
موقعیت جغرافیایی شهرها و مناطق اطراف به شرح زیر است: